# جاستن إي. إتش سميث
جاستن إي. إتش سميث (بالإنجليزية: Justin E. H. Smith)‏ هو فيلسوف كندي، ولد في 30 يوليو 1972.

## وصلات خارجية
- الموقع الرسمي